# تاریخ تحلیلی اسلام
تاریخ تحلیلی اسلام کتابی است به زبان فارسی نوشته سیّد جعفر شهیدی که به عنوان کتاب سال جمهوری اسلامی ایران برگزیده شد.
این کتاب توسط مرکز نشر دانشگاهی چاپ شده است و بارها تجدید چاپ شده است. این کتاب به زبان‌های عربی و یونانی نیز ترجمه شده است.

## موضوع
محتوای کتاب موقعیت جغرافیایی عربستان و اوضاع اجتماعی - سیاسی آن پیش از اسلام، ظهور اسلام، آغاز درگیری‌ها، خلافت پس از محمد بن عبدالله، حوزه اسلامی پس از علی بن ابیطالب، امویان، مروانیان و سقوط امویان و به قدرت رسیدن عباسیان است.
کتاب شامل هفت فصل است:
- فصل اوّل و دوّم؛ ظهور اسلام،
- فصل سوم؛ آغاز درگیری‌ها و جنگ‌های پیامبر ـ صلی الله علیه و آله و سلم ـ و رحلت آن حضرت،
- فصل چهارم؛ خلافت پس از پیامبر، ابوبکر و خلافت او،
- فصل پنجم؛ حوزه اسلامی پس از شهادت، حضرت علی ـ علیه السّلام ـ،
- فصل ششم؛ امویان،
- فصل هفتم؛ مروانیان.[۴]

نویسنده دربارهٔ نحوه شکل‌گیری این کتاب در مقدمه آورده است: 
سال‌ها پیش کتابی مختصر در تاریخ اسلام نوشتم تا علاقه‌مندان به این فن، خاصه دانشجویان را راهنمایی باشد. آنچه در آن کتاب فراهم آمد تحلیل حادثه‌هایی بود که از زمان مبعوث شدن رسول اکرم (ص) تا پایان حکومت امویان پدید آمد، از آن پس تتبع و بحث ادامه یافت تا به سالیانی چند پس از سده سوم (عصر نخستین دولت عباسیان) کشید.
در یادداشت پشت جلد کتاب هم چنین درج شده است: آنچه در این مجموعه فراهم آمده، تنها گزارشی از آنچه رخ داده نیست، در حد توانایی کوشش شده است تا آشکار شود آنچه رخ داد، چرا رخ داد و پیامد آنچه بود.

## دستاوردهای کتاب
کتاب در سال ۱۳۸۵ برنده جایزه کتاب سال ایران شد. این کتاب به عنوان متون مرجع تدریس تاریخ اسلام در دانشگاه‌های ایران انتخاب شده است.